# Villalebrín
Villalebrín es una localidad del municipio leonés de Sahagún, en la Comunidad Autónoma de Castilla y León. El pueblo se encuentra próximo al río Valderaduey. Se accede a la localidad a través de la carretera LE-6707.
La iglesia está dedicada a san Pedro Ad Víncula.

## Localidades limítrofes
Confina con las siguientes localidades:
- Al norte con Villalmán y Joara.
- Al este con Riosequillo.
- Al sureste con San Nicolás del Real Camino.
- Al suroeste con Sahagún.
- Al noroeste con Villapeceñil.

## Demografía
Evolución de la población
| Gráfica de evolución demográfica de Villalebrín entre 2000 y 2017  |
|                                                                    |
| Población de derecho (2000-2017) según el padrón municipal del INE |

## Historia
Así se describe a Villalebrín en el tomo XVI del Diccionario geográfico-estadístico-histórico de España y sus posesiones de Ultramar, obra impulsada por Pascual Madoz a mediados del siglo XIX:

Lugar en la provincia y diócesis de León (10 leguas), partido judicial de Sahagún (1), audiencia territorial y capitanía general de Valladolid (18), ayuntamiento de Saelices del Río; Situado en una llanura a orillas del Valderaduey; su clima es bastante sano. Tiene 22 casas, escuela de primeras letras por 5 meses; iglesia parroquial (San Pedro Advíncula) servida por un cura y dos fuentes de buenas aguas. Confina con Villalmán, Villazán, Riosequillo, Grajal, Peceñil y Sahagún. El terreno es de buena calidad y le bañan las aguas del Valderaduey. Los caminos dirigen a los pueblos limítrofes y a Saldaña por Sahagún, de cuyo punto recibe la correspondencia. Producciones: granos, legumbres, vino y pastos; cría ganados y alguna caza y pesca. Industria: un molino harinero. Comercio: se extrae trigo, y centeno, y se importa lo que falta para el consumo. Población: 19 vecinos, 160 almas. Contribución: con el ayuntamiento.
Diccionario geográfico-estadístico-histórico de España y sus posesiones de Ultramar